# Xenuromys barbatus
Xenuromys barbatus is een knaagdier uit de muizen en ratten van de Oude Wereld (Murinae) dat voorkomt op Nieuw-Guinea. Het is de enige soort van het geslacht Xenuromys. Het is een zeldzame soort, die is gevonden op verspreide plaatsen in de bergen van Nieuw-Guinea, van 75 tot 1200 m hoogte. Hij komt waarschijnlijk voor in rotsachtige gebieden, leeft op de grond en eet vruchten. Traditioneel wordt hij gezien als een nauwe verwant van Uromys en verwanten, maar volgens Musser & Carleton is hij nauwer verwant aan de Pogonomys-groep. Door de Mianmin (Sandaun Province) wordt hij "boboyomin" genoemd. Van dit dier is tot nu toe geen enkel vrouwelijk exemplaar gevangen. Overigens zijn er ook nog geen tien mannetjes bekend.
Deze soort lijkt oppervlakkig op de mozaïekstaartrat (Uromys caudimaculatus), maar heeft een kortere staart, grotere staartschubben, een grijzere rug en langere snorharen. De kop-romplengte bedraagt 275 tot 340 mm, de staartlengte 220 tot 284 mm, de achtervoetlengte 58 tot 66 mm, de oorlengte 25 tot 36 mm en het gewicht 900 tot 1100 gram. Vrouwtjes hebben 0+2=4 mammae.